# Brooke Forde
Brooke Elizabeth Forde (Louisville, 4 marzo 1999) è una nuotatrice statunitense, vincitrice della medaglia d'argento ai Giochi olimpici estivi di Tokyo 2020 nella staffetta 4x200 metri stile libero.

## Palmarès
| Anno | Manifestazione  | Sede    | Evento      | Risultato | Prestazione | Note  |
| ---- | --------------- | ------- | ----------- | --------- | ----------- | ----- |
| 2019 | Mondiali        | Gwangju | 400 m misti | 9ª        | 4'39"74     |       |
| 2021 | Giochi olimpici | Tokyo   | 4x200 m sl  | Argento   | 7'47"57     | [ 2 ] |